# پایگاه آب‌نشین دریاچه هارلن کاونتی
پایگاه آب‌نشین دریاچه هارلن کاونتی (به انگلیسی: Harlan County Lake Seaplane Base) یک فرودگاه همگانی است که یک باند فرود آب دارد و طول باند آن ۴۵۷۲ متر است. این فرودگاه در کشور ایالات متحده آمریکا قرار دارد و در ارتفاع ۵۹۳ متری از سطح دریا واقع شده‌است.